# Pro Evolution Soccer 2
Pro Evolution Soccer 2 (também conhecido como World Soccer: Winning Eleven 6 no Japão e World Soccer: Winning Eleven 6 International na América do Norte e Coréia do Sul) é o segundo jogo da série Pro Evolution Soccer.
A versão japonesa foi sucedida por uma atualização: World Soccer: Winning Eleven 6 Final Evolution, trazendo ajustes e melhorias. As atuações que as seleções e seus jogadores tiveram na Copa do Mundo de 2002 serviram como base de referência para as novas atualizações. O contrato que a Konami assinou com a FIFPro ainda garantiu para essa versão a escalação oficial de todas as equipes da Copa.
Foi o último jogo da série a ser lançado no PlayStation original, no qual a versão japonesa era conhecida como World Soccer: Winning Eleven 2002.

## Equipes

### Clube
Há 40 equipes no jogo (32 na versão PS1), todas sem licenciamento e algumas sem os nomes reais dos jogadores. As equipes em itálico são exclusivas da versão PS2/Gamecube.
| - Aragon (Manchester United) - London (Arsenal) - Liguria (Chelsea) - Europort (Liverpool) - Lake District (West Ham United) - Yorkshire (Leeds United) - Highlands (Newcastle United) - Dublin (Aston Villa) - Celt (Celtic) - Connacht (Rangers) - Cataluna (FC Barcelona) - Navarra (Real Madrid) - Andalucia (Valencia) - Cantabria (Deportivo La Coruña) - Provence (AS Monaco) - Languedoc (Marseille) - Normandie (PSG) - Medoc (Bordeaux) - Rijnkanaal (Ajax) - Noordzekanaal (Feyenoord) | - Flandre (PSV) - Marche (Internazionale) - Piemonte (Juventus) - Lombardia (Milan) - Umbria (Lazio) - Emilia (Parma) - Toscana (Fiorentina) - Abruzzi (Roma) - Westfalen (Borussia Dortmund) - Anhalt (Bayern Munich) - Ruhr (Hamburger Sport-Verein e.V.) - Rheinland (Bayer Leverkusen) - Peloponnisos (Olympiacos) - Byzantinobul (Galatasaray) - Marmara (Fenerbahçe) - Valdai (Spartak Moscow) - Selvas (Vasco da Gama) - Mato Grosso (Palmeiras) - Pampas (River Plate) - Patagonia (Boca Juniors) |